# Radňovice
Radňovice (německy Radniowitz) jsou obec v okrese Žďár nad Sázavou v Kraji Vysočina. Žije zde 332 obyvatel.

## Historie
První písemná zmínka o obci pochází z roku 1269 (Rednowiz).

## Obyvatelstvo
| Rok            | 1869 | 1880 | 1890 | 1900 | 1910 | 1921 | 1930 | 1950 | 1961 | 1970 | 1980 | 1991 | 2001 | 2011 | 2021 |
| -------------- | ---- | ---- | ---- | ---- | ---- | ---- | ---- | ---- | ---- | ---- | ---- | ---- | ---- | ---- | ---- |
| Počet obyvatel | 380  | 397  | 380  | 349  | 349  | 368  | 286  | 318  | 317  | 297  | 333  | 339  | 330  | 324  | 287  |
| Počet domů     | 64   | 64   | 63   | 60   | 60   | 60   | 63   | 71   | 69   | 69   | 79   | 89   | 91   | 95   | 94   |

## Obecní správa a politika
V letech 1869–1980 Radňovice byly obcí v okrese Nové Město na Moravě (1869–1930) (v letech 1869–1900 Nové Město) a později v okrese Žďár nad Sázavou (v roce 1950 okres Žďár). Od 1. července 1980 do 30. června 1990 patřily jako část města k Novému Městu na Moravě a od 1. července 1990 jsou opět samostatnou obcí.

### Obecní symboly
Znak a vlajka byly obci uděleny rozhodnutím předsedy Poslanecké sněmovny Parlamentu České republiky dne 20. ledna 2005.

## Školství
- Základní škola a Mateřská škola Radňovice

## Doprava
Pod obcí prochází železniční trať Žďár nad Sázavou - Tišnov, na které je zřízena zastávka Radňovice. Obcí prochází silnice první třídy č. 19.

## Pamětihodnosti
- Křížová cesta z roku 2011 – vede z obce na Harusův kopec
- Budova školy z roku 1838
- Kříž před školní zahrádkou z roku 1893
- Lurdská jeskyně z roku 2014

## Osobnosti
- Bohumil Kosour (1913–1997), účastník ZOH 1936 (lyžování) a ZOH 1948 (běh na lyžích)
- Josef Věromír Pleva (1899–1985), spisovatel. Část svého dětství prožil v domě čp. 34. Jeho rodina se sem přestěhovala kolem roku 1910. Autorovy vzpomínky na rodný kraj se objevují v jeho knížce pro děti Malý Bobeš.
- Jan Svoboda (* 1957), výtvarník, působil také v brněnském divadle[12]
- František Zajíček (1912–1986), rodák, lyžař, účastník ZOH 1948 (boby)
- Jaroslav Zajíček (1920–2002), rodák, lyžař, účastník ZOH 1948 (běh na lyžích)[13]

## Galerie

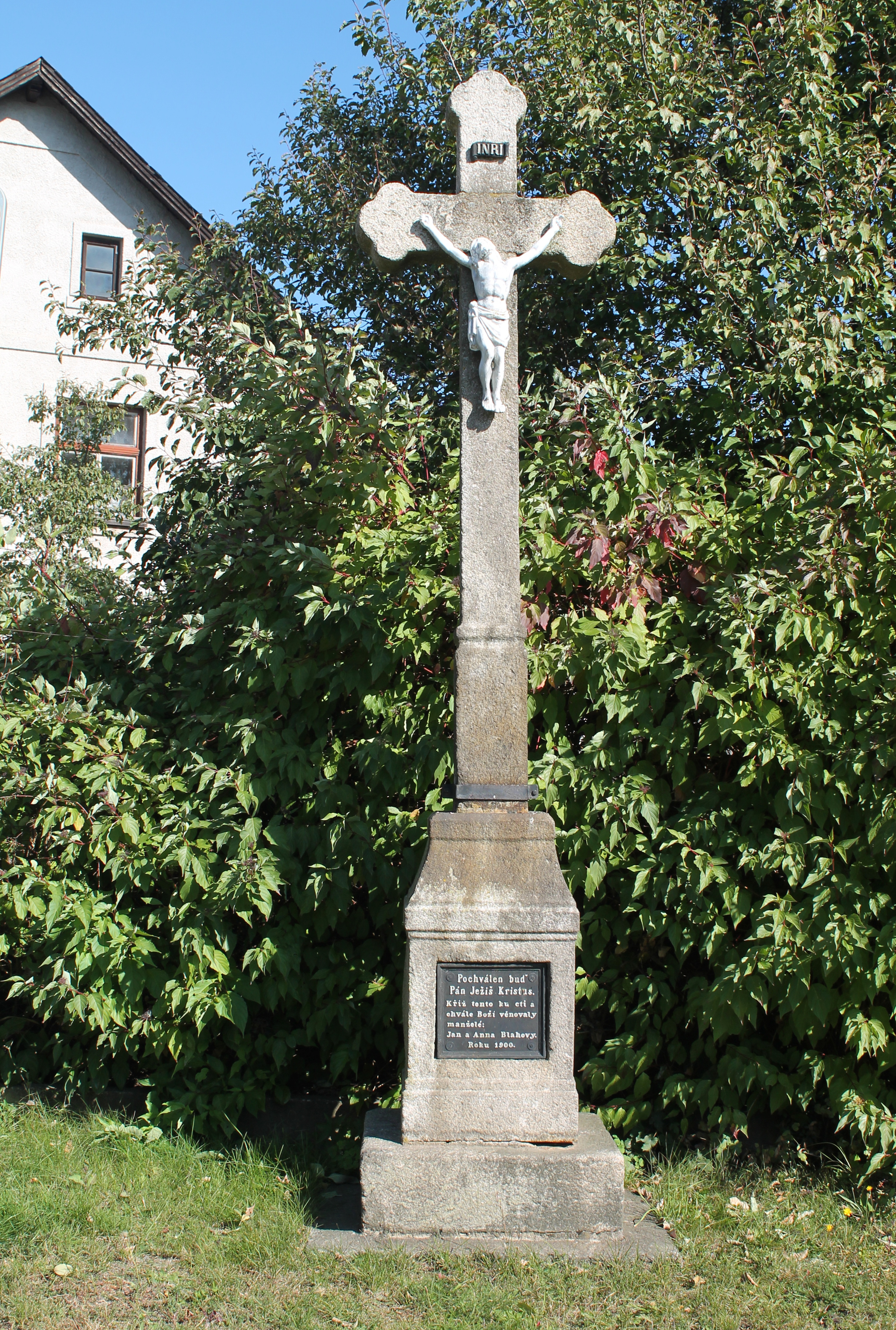
Kříž nedaleko Lurdské jeskyně
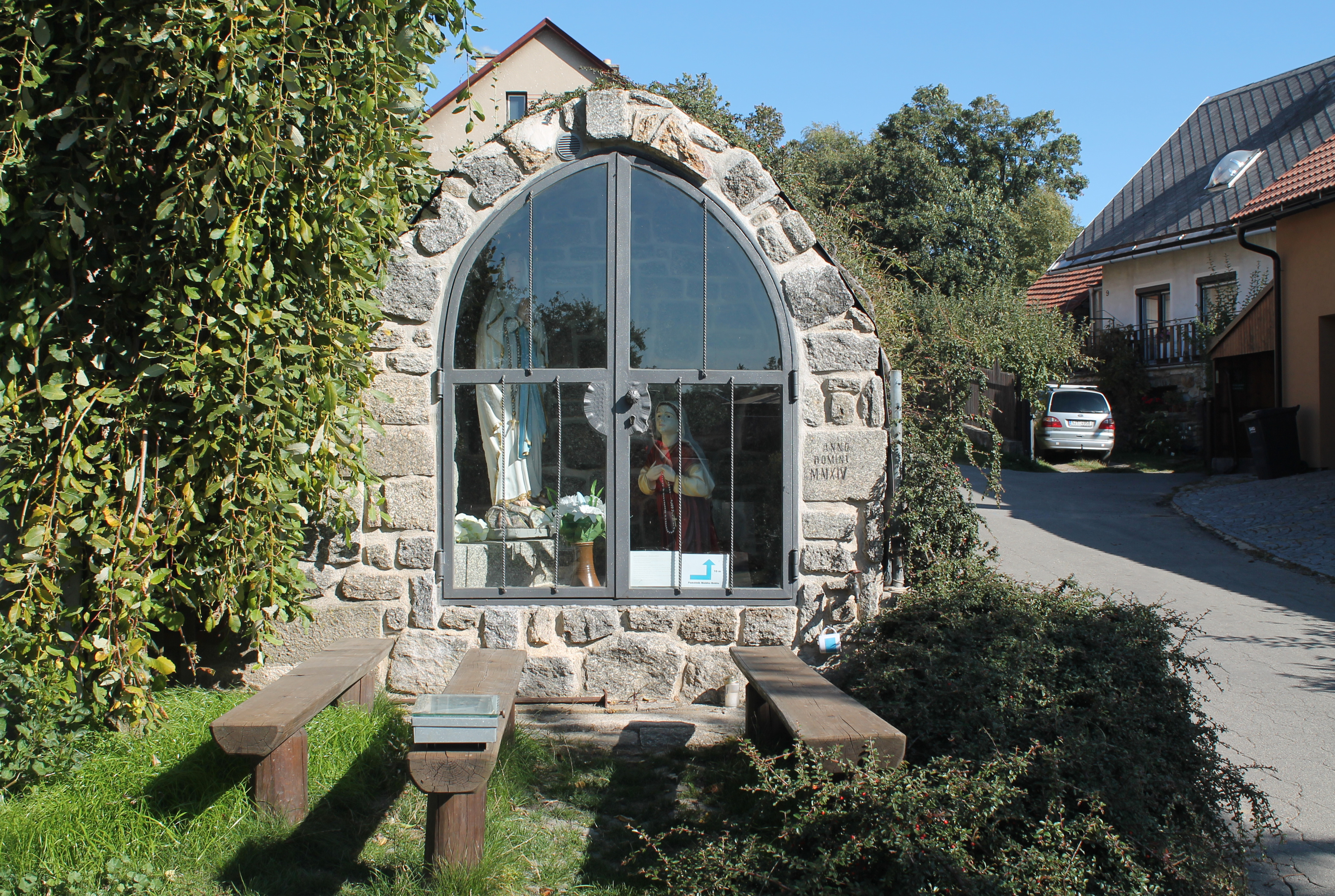
Lurdská jeskyně
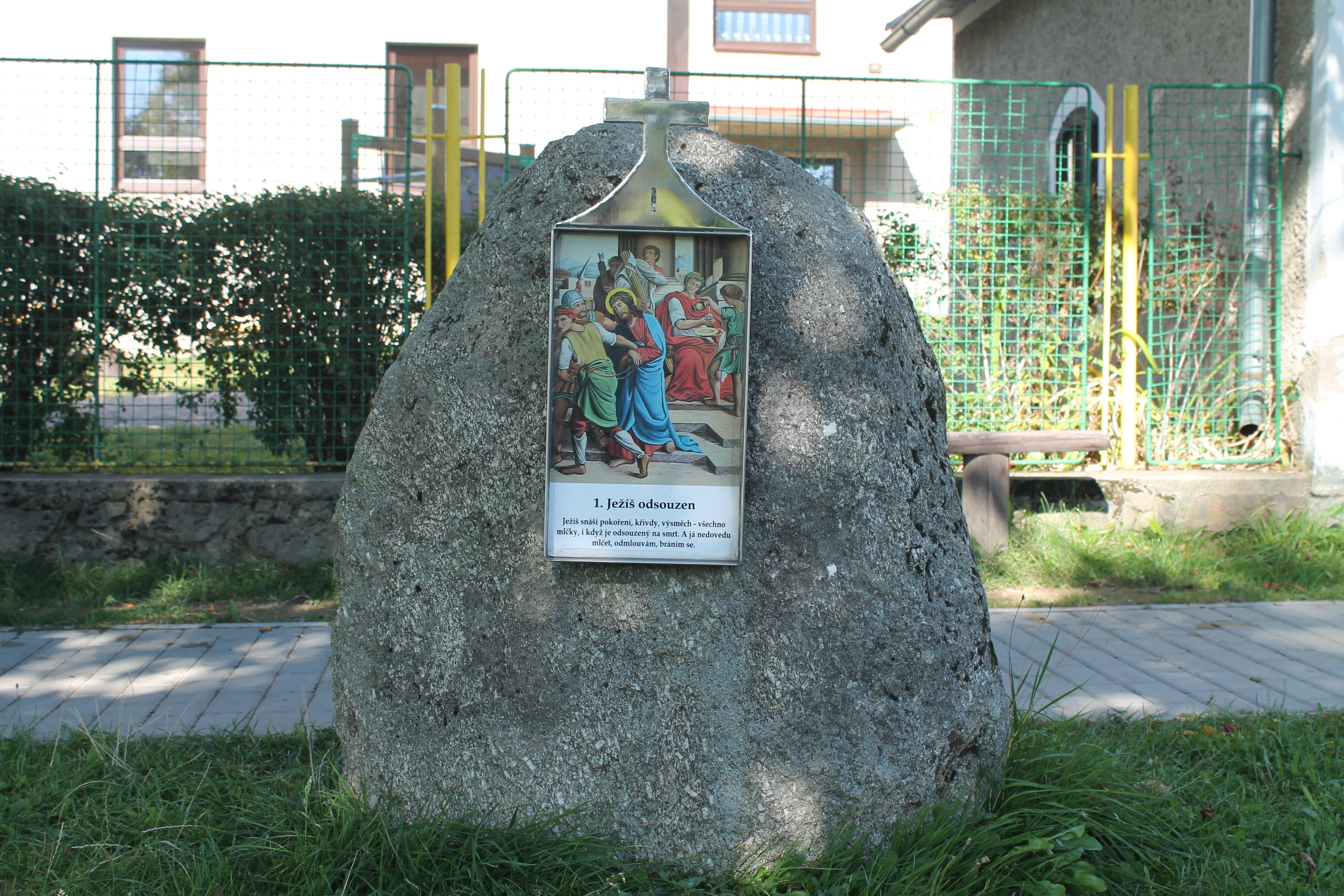
První zastavení křížové cesty na návsi
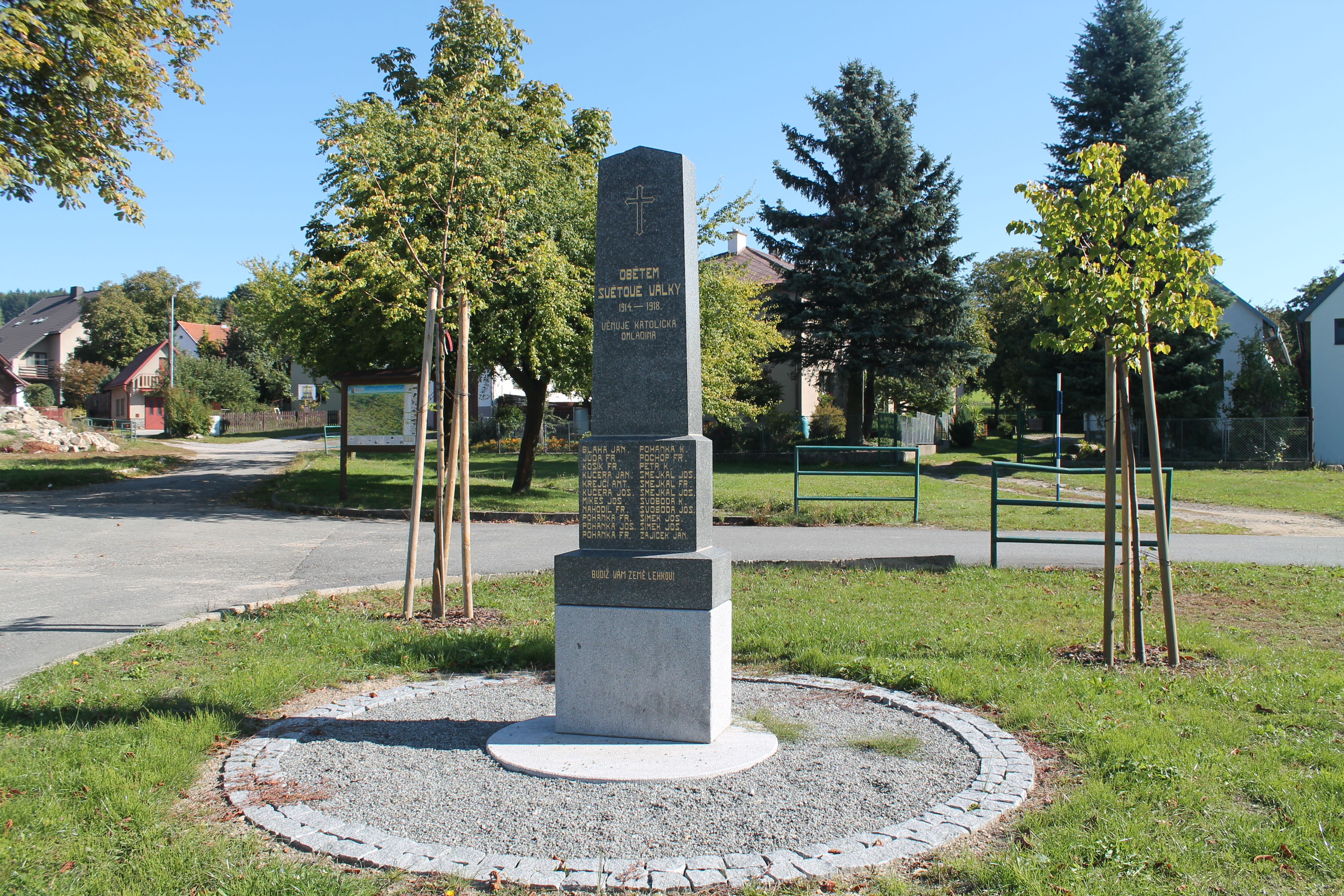
Pomník padlým v první světové válce
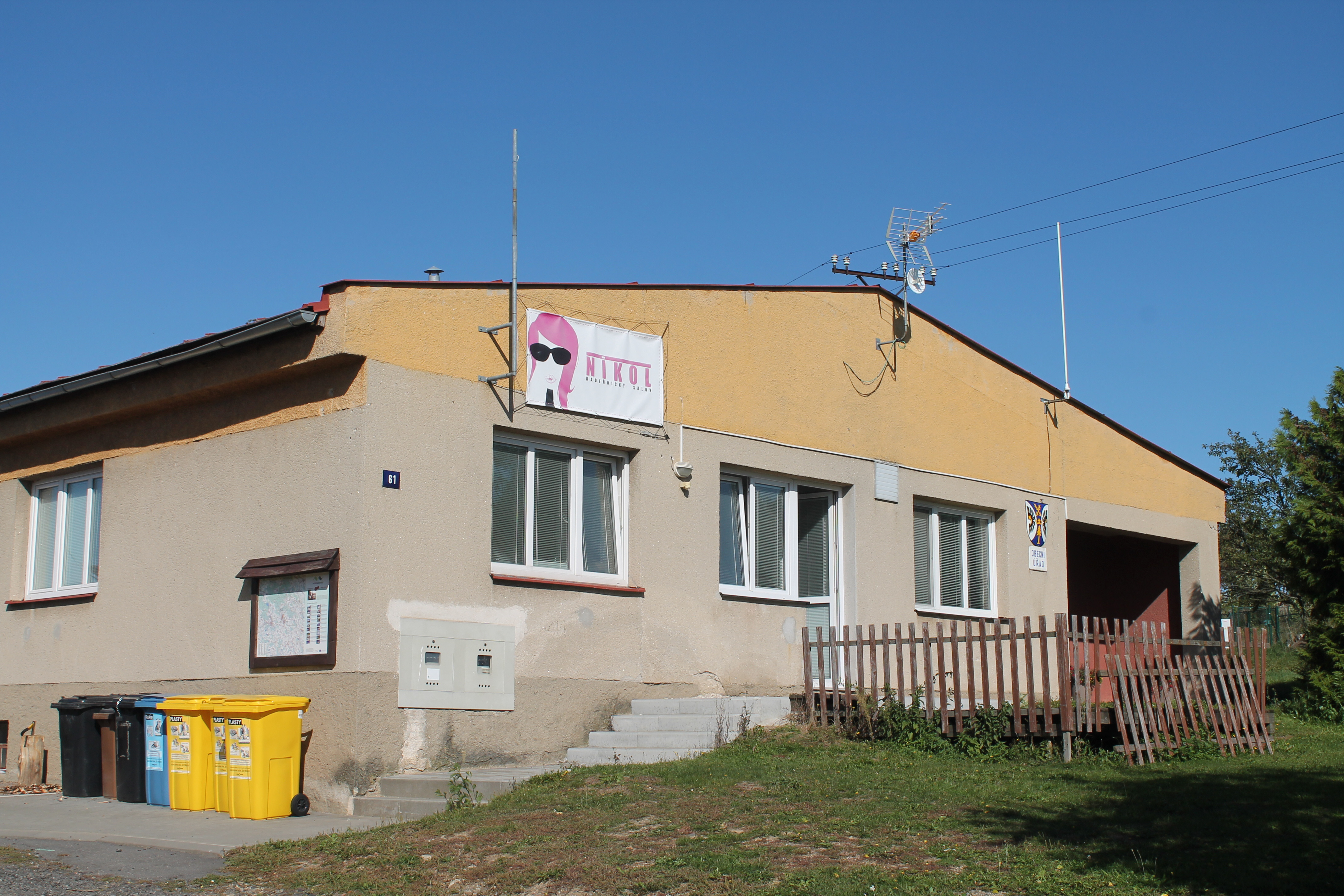
Obecní úřad
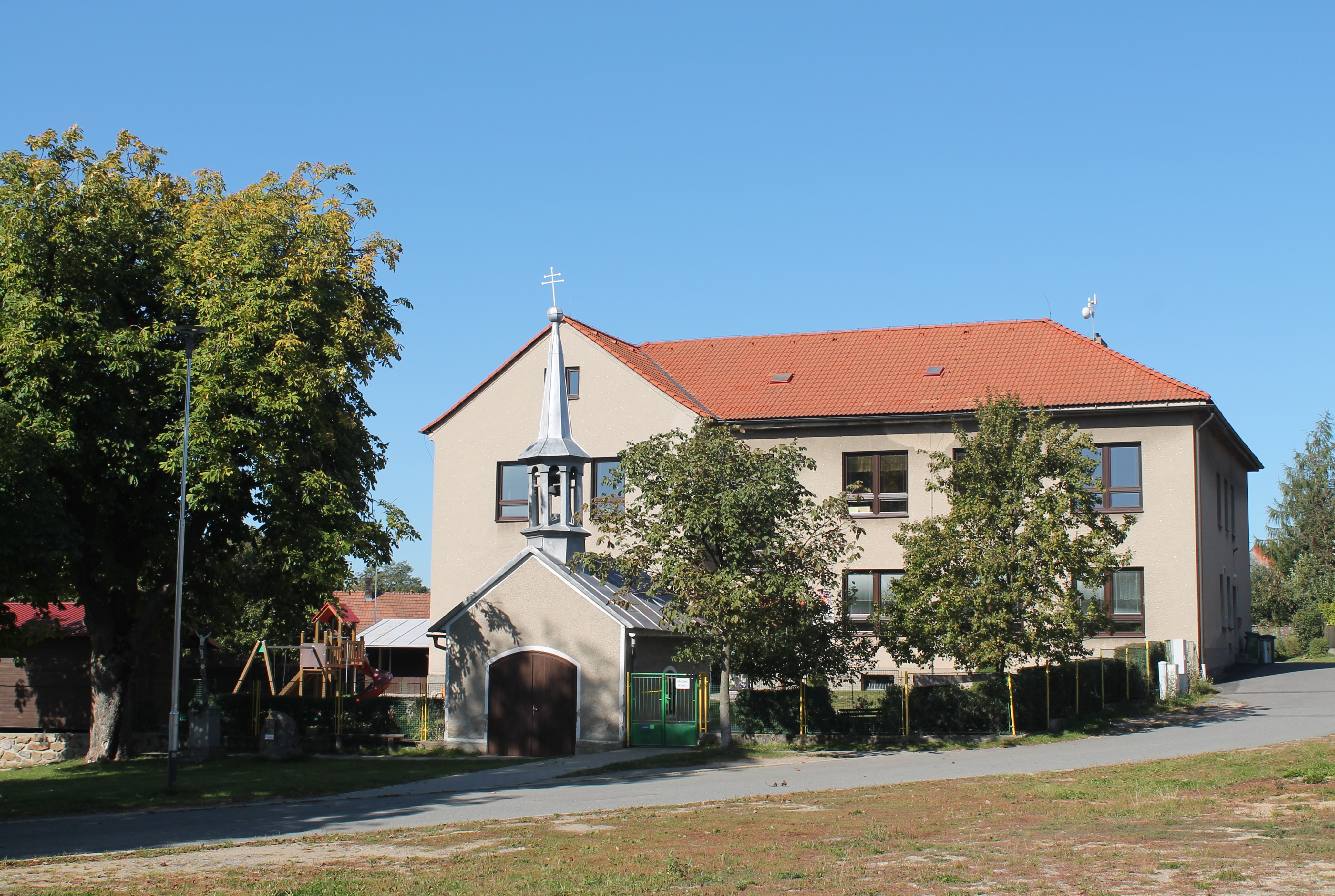
Budova školy s kaplí
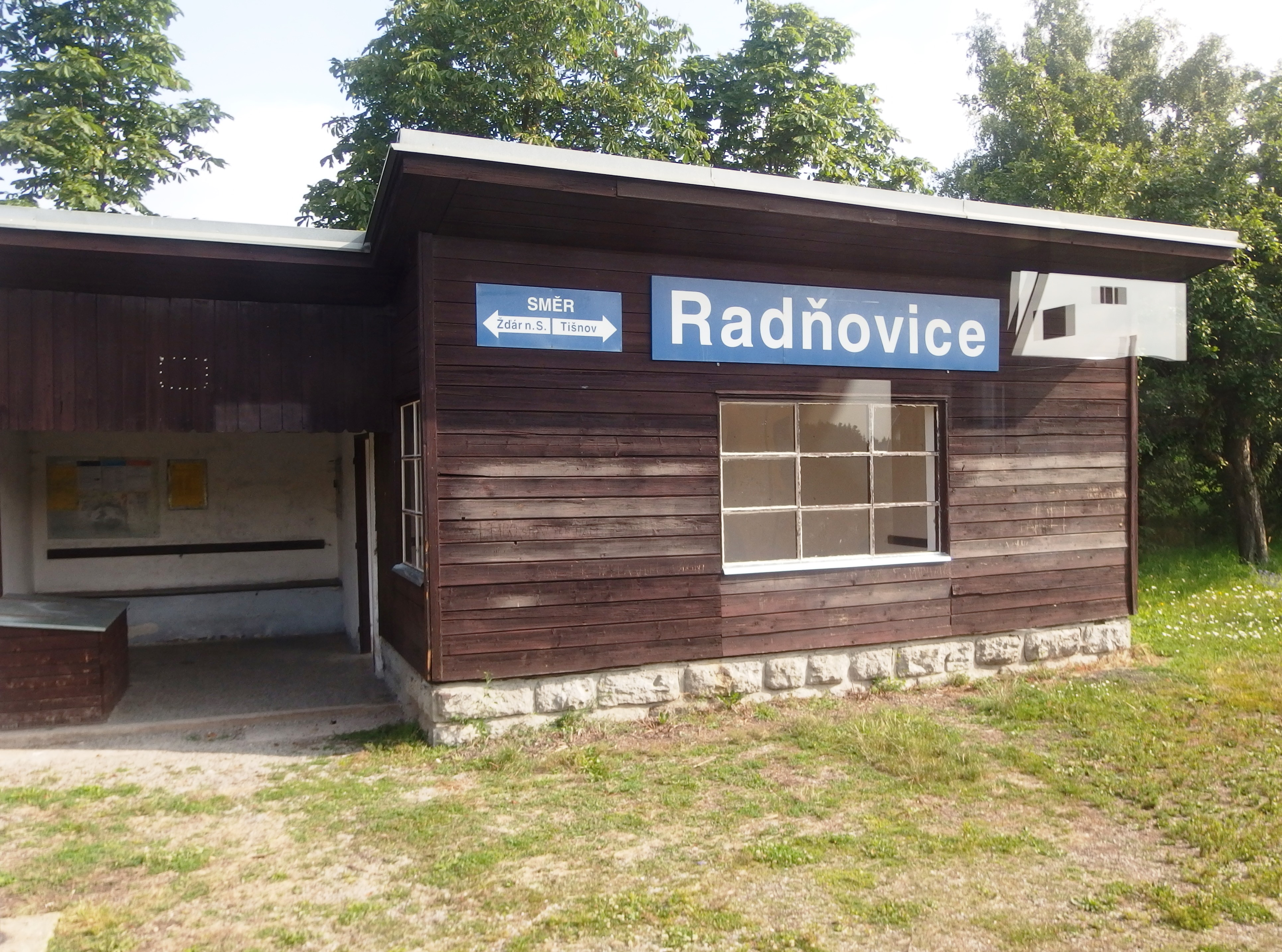
Železniční zastávka Radňovice
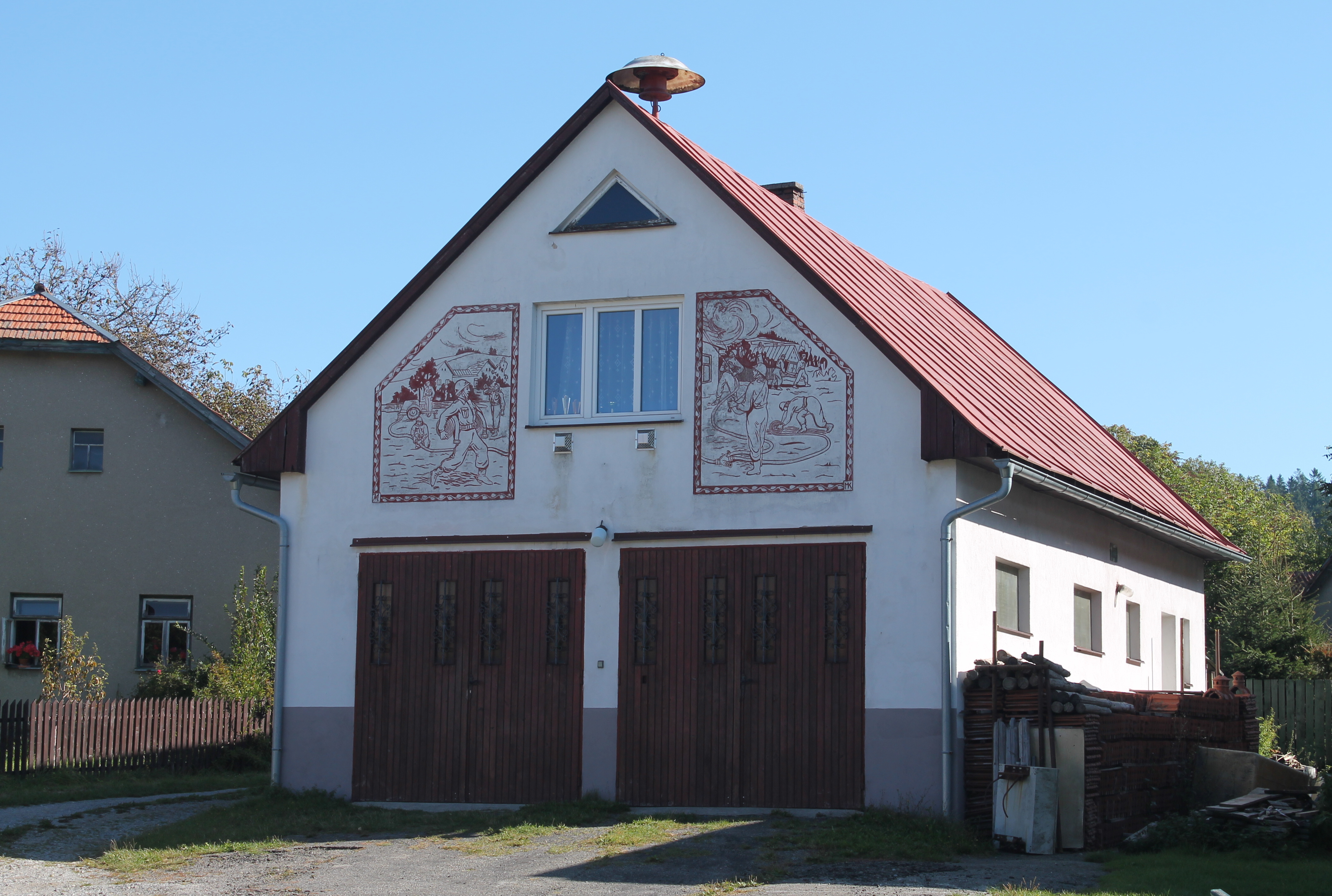
Hasičská zbrojnice
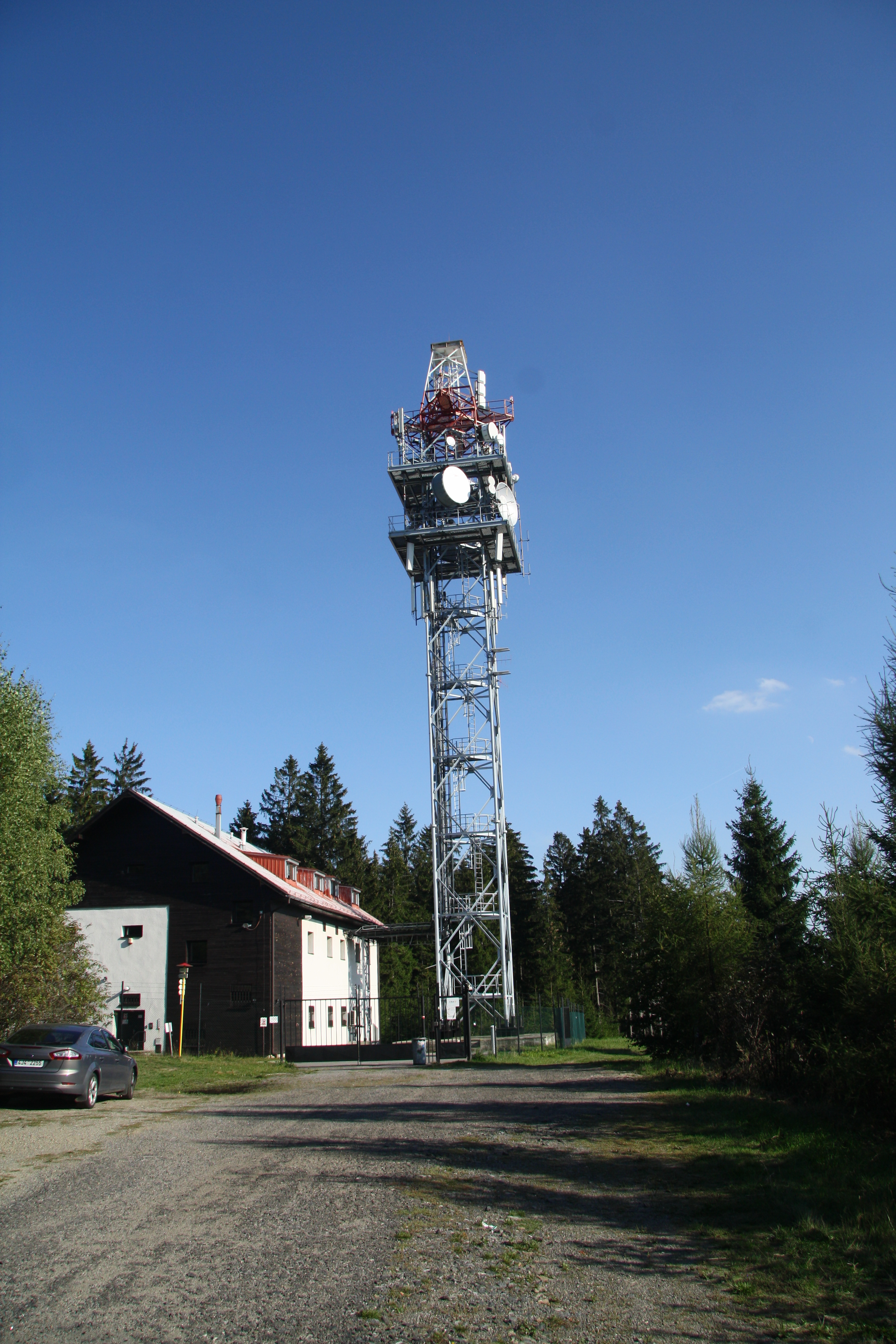
Vysílač na Harusově kopci